# Långtjärnen (Särna socken, Dalarna, 683416-133577)
Långtjärnen är en sjö i Älvdalens kommun i Dalarna och ingår i Dalälvens huvudavrinningsområde.